# Folke Nikanor
Niklas Johansson, född 31 oktober 1975 i Piteå, Norrbottens län, är en svensk musiker och kompositör som under artistnamnet Folke Nikanor skivdebuterade 2018 med albumet ”Bottenviken”. Hans musik är till största delen instrumental och beskrivs som melankolisk och melodiös färgad av hans uppväxt i Norrbotten.
I uppföljaren "Bottenviken Revisited" har andra artister gjort remixer på hans original, med nya versioner gjorda av bland andra Per Nordmark (Fireside, Kriget), Frida Johansson (Kraja, Barnet) och Calle Olsson (The Bear Quartet, Paper).
I januari 2020 släpptes uppföljaren “Rymden enligt Folke Nikanor”, producerad av Christian Gabel (1900, Bob Hund). Även på detta album är de flesta låtar instrumentala, med vissa undantag. Låtskrivaren och artisten Annika Norlin (Säkert!, Hello Saferide) sjunger på singeln "Komet" som släpptes i december 2019. Under 2021 samarbetade han med Vasas flora och fauna och i oktober samma år släppte de tillsammans singeln "Blå Donau".
Tidigare trummis i svenska americanabandet The Four Horsemen och popbandet Lilla monsunen.

## Diskografi

### Album
- 2018 – Bottenviken
- 2019 – Bottenviken Revisited (remixalbum)
- 2020 – Rymden enligt Folke Nikanor
- 2021 – Främmande